# Gradac (gmina Batočina)
Gradac (cyr. Градац) – wieś w Serbii, w okręgu szumadijskim, w gminie Batočina. W 2011 roku liczyła 206 mieszkańców.